# 조이스 불리판트

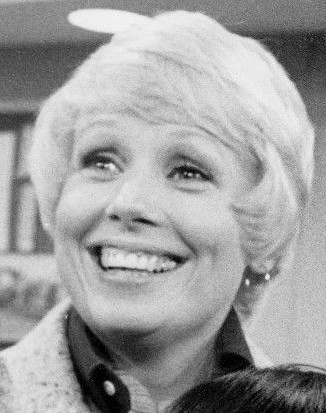

조이스 불리판트(Joyce Bulifant, 1937년 12월 16일 ~ )는 미국의 배우, 연극 배우, 텔레비전 배우, 영화배우이다.
뉴포트뉴스에서 태어났다.

## 영화
- 투큰 (2015년)
- 레키지 (2010년) - 프리스트 역
- 땡크 헤븐 (2001년)
- 다이아몬드 (1999년)
- 에어플레인 (1980년)
- 행잉 바이 어 스레드 (1979년)
- 작은 아씨들 (1978년)
- 괴짜 백만장자 (1967년)
- 페리 메이슨 (1957년)